# Mansell’sches Holzscheibenrad

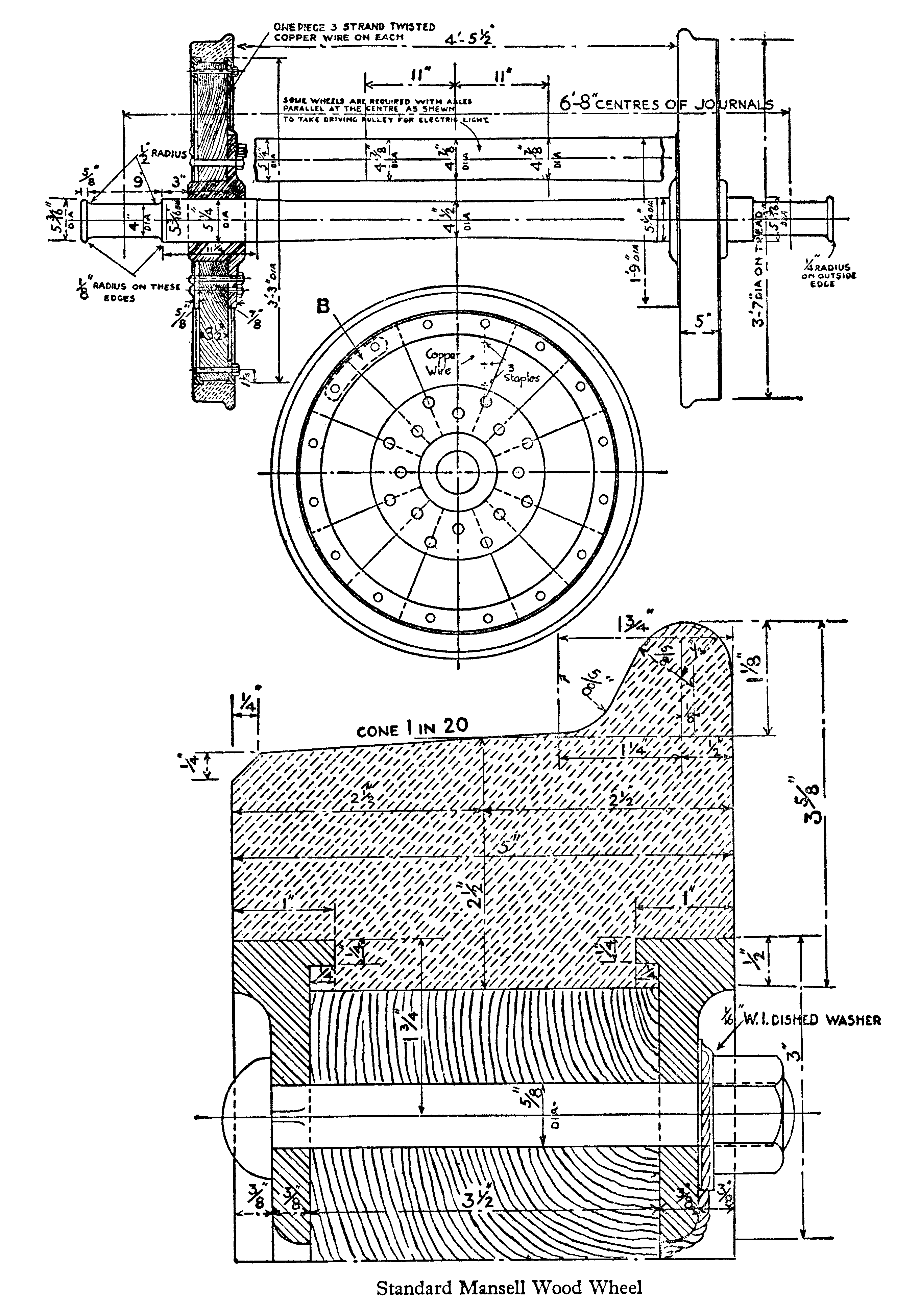
Mansell’sches Holzscheibenrad aus einem alten Eisenbahndesignbuch des frühen 20.
Jahrhunderts

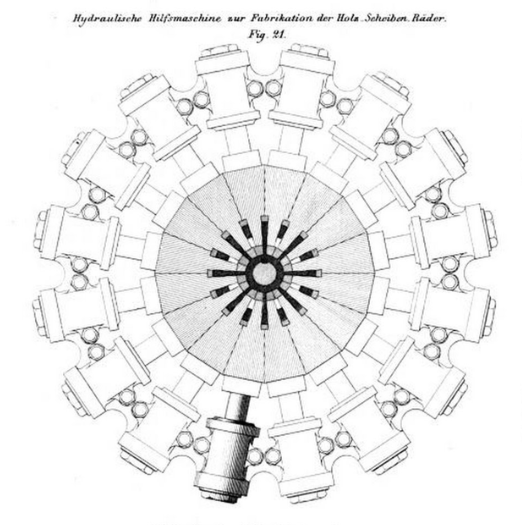
Hydraulische Hilfsmaschine zur Fabrikation der Holz-Scheiben-Räder

Das Mansell’sche Holzscheibenrad oder Mansell-Rad  ist ein Eisenbahnrad, das von Richard Mansell, dem Carriage and Wagon Superintendent der englischen South Eastern Railway, patentiert wurde.

## Geschichte

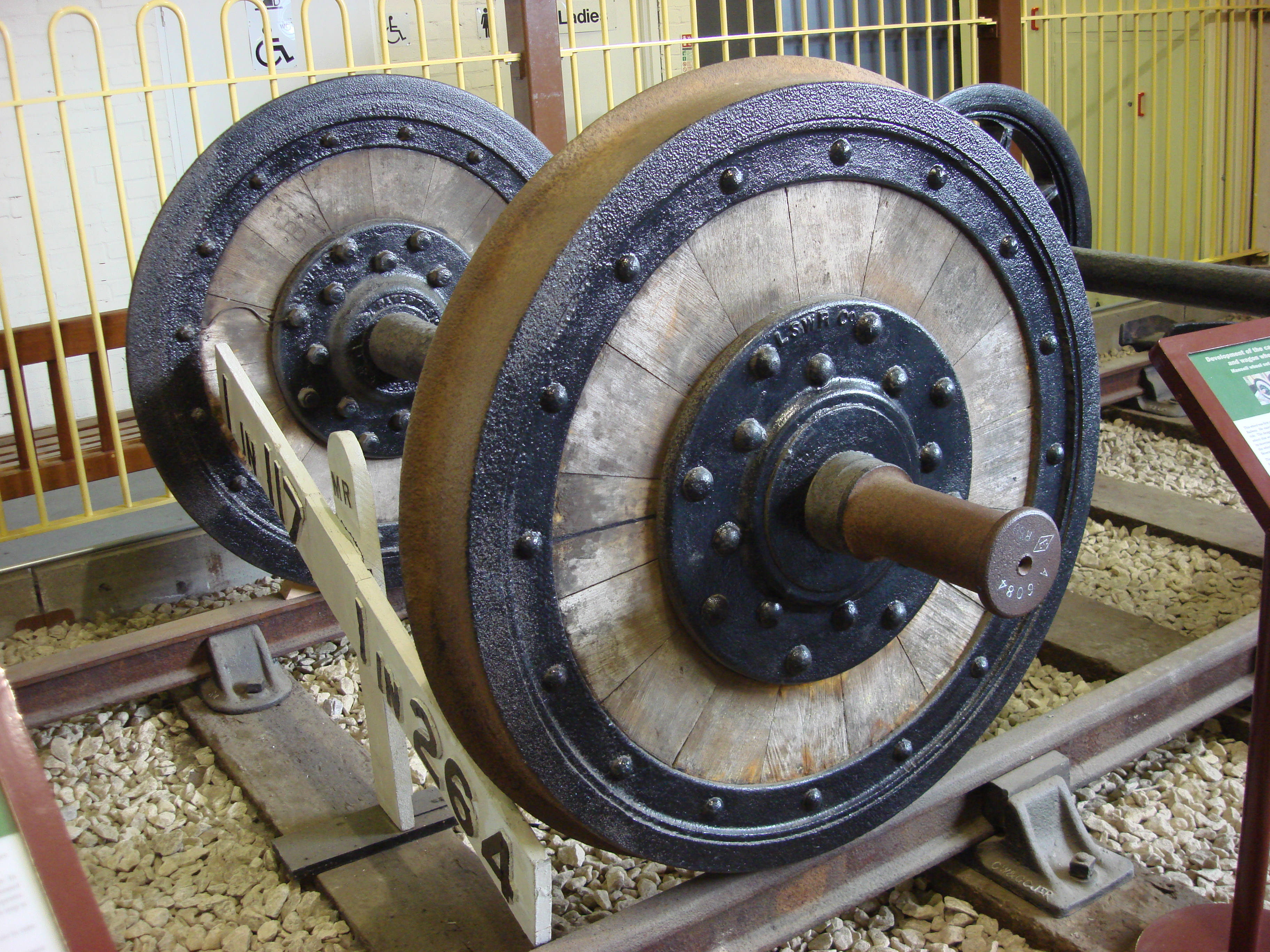
Ein Mansell’sches Holzscheibenrad im Buckinghamshire Railway Centre

Die Konstruktion stammt aus den 1840er Jahren und fand in britischen Eisenbahn-Personenwagen weitläufige Anwendung. Das Verbundwerkstoffrad ist wie die Räder von Artillerie-Geschützen aufgebaut, jedoch mit einem aus Keilen zusammengesetzten, massiven Holzkern anstelle von Speichen.  
Holz wurde verwendet, um den vor allem an den Schienenstößen verursachten Lärm zu reduzieren. Eine hölzerne Scheibe dämpfte Lärm, der von konventionellen Eisenbahnrädern ausging. Sie war sternförmig aus Teakholz hergestellt und hatte eine lange Lebensdauer. Außer der Lärmreduzierung gab es einen erhöhten Sicherheitsfaktor. Dies mag zum Teil auf die besondere Aufmerksamkeit zurückzuführen sein, die den Holzscheibenrädern von Personenwagen gewidmet wurde, aber auch auf das Fehlen der Auswirkungen von Gussfehlern. Die Holzscheiben waren elektrische Isolatoren, so dass die Mansell-Räder die in der Eisenbahnsignaltechnik verwendeten Gleisstromkreise nicht bedienen konnten. Dieses Problem wurde jedoch durch einen Kupferleiter an den Rädern gelöst. 
Der Hauptnachteil der Holzscheibenräder war, dass die Holzscheiben aus verschiedenen Teilen zusammengesetzt werden mussten, so dass im Laufe der Zeit die Räder vielfach lose und schadhaft geworden sind, wozu noch der unangenehme Umstand kam, dass das Holz bei großer Hitze schwindet, während der Radreifen sich gleichzeitig ausdehnt, sowie umgekehrt bei Nässe und Kälte im Winter das Holz quillt und größere Dimensionen annimmt, während der Radreifen sich zusammenzieht. Abgesehen von dieser unangenehmen Eigenschaft haben sich die Holzräder aber gut bewährt. In den Vereinigten Staaten wurden sie aber vor allem in Pullman-Schlaf- und -Speisewagen durch Allens Papier-Wagenräder abgelöst.

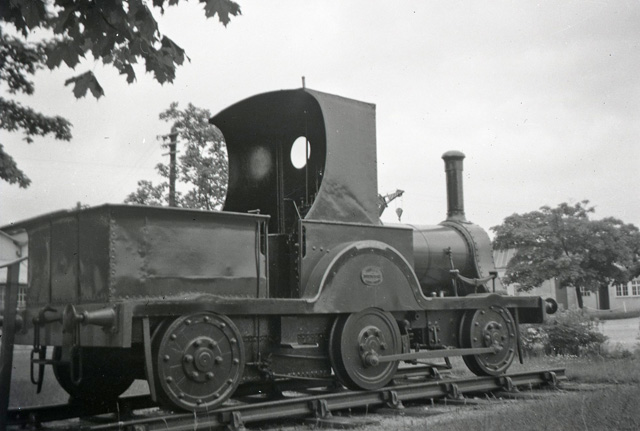
Gazelle

Mansell’sche Holzscheibenräder wurden nahezu ausschließlich in Personenwagen eingesetzt, aber es gibt auch Einsatzfälle bei Tenderlokomotiven. Die 0-4-2WT Stütztenderlokomotive Gazelle der Shropshire and Montgomeryshire Railway hat eine Nachläuferachse mit Mansell’schen Holzscheibenrädern. Die Lokomotive wird im Colonel Stephens Railway Museum der Kent and East Sussex Railway ausgestellt. Auch die 4-4-0-Dampflokomotiven der Duke-Klasse (3252-Klasse) der Great Western Railway von 1895 hatten solche Räder für das zweiachsige Vorläufer-Drehgestell und den Tender.

## Wiederverwendung der hölzernen Segmente
Die hölzernen Segmente der Räder hatten eine kürzere Lebenserwartung als andere Teile und mussten daher in regelmäßigen Zeitabständen ausgetauscht werden, meist weil sie sich in der Felge gelockert hatten und nicht wegen anderer Beschädigungen. Das wertvolle Teakholz wurde oft für andere Zwecke wiederverwendet. Da die hölzernen Segmente für die meisten Anwendungen der Holzbearbeitung zu kurz waren, wurden sie häufig als parkettartiger Bodenbelag verwendet, insbesondere im Außenbereich von Bahnhöfen, in der Nähe der Milchkannenrampen und an Postbahnsteigen. Der Holzbelag dämpfte bei Nacht den Lärm von darauf abgestellten Milchkannen oder eisenbereiften Wagen. Im Bahnhof Edge Hill in Liverpool ist noch ein solches Holzpflaster erhalten.